# ژوزبا زلدوا
ژوزبا زلدوا (انگلیسی: Joseba Zaldúa؛ زادهٔ ۲۴ ژوئن ۱۹۹۲) بازیکن فوتبال اهل اسپانیا است.
از باشگاه‌هایی که در آن بازی کرده‌است می‌توان به باشگاه فوتبال لگانس و باشگاه فوتبال رئال سوسیداد اشاره کرد.
وی همچنین در تیم ملی فوتبال باسک بازی کرده‌است.